# ورا دوراشکوویچ
ورا دوراشکوویچ (انگلیسی: Vera Ðurašković؛ زادهٔ ۲۹ اوت ۱۹۴۹) بازیکن بسکتبال اهل یوگسلاوی است.
وی در مسابقات کشوری و بین‌المللی در مجموع برندهٔ ۱ مدال برنز شده‌است.